# Мехді Тахірі
Мехді Тахірі (нар. 28 липня 1977) — колишній марокканський тенісист.
Найвищу одиночну позицію світового рейтингу — 324 місце досяг 5 листопада 2001, парну — 401 місце — 4 жовтня 2004 року.

## Юніорські фінали турнірів Великого шолома

### Одиночний розряд: 1 (1 поразка)
| Результат | Рік  | Турнір                           | Покриття | Суперник     | Рахунок  |
| --------- | ---- | -------------------------------- | -------- | ------------ | -------- |
| Поразка   | 1994 | Відкритий чемпіонат США з тенісу | Тверде   | Шенг Схалкен | 2–6, 6–7 |

## Фінали ATP Челленджер і ITF Ф'ючерс

### Одиночний розряд: 11 (6–5)
| Легенда              |
| -------------------- |
| ATP Челленджер (0–0) |
| ITF Ф'ючерс (6–5)    |

| Фінали за покриттям |
| ------------------- |
| Тверде (0–1)        |
| Ґрунт (6–4)         |
| Трава (0–0)         |
| Килим (0–0)         |

| Результат | В-П | Дата     | Турнір                  | Рівень  | Покриття | Суперник                    | Рахунок            |
| --------- | --- | -------- | ----------------------- | ------- | -------- | --------------------------- | ------------------ |
| Поразка   | 0–1 | Лип 1998 | Німеччина F13, Лойн     | Ф'ючерс | Ґрунт    | Томас Беренд                | 3–6, 6–7           |
| Перемога  | 1–1 | Сер 1998 | Єгипет F1, Каїр         | Ф'ючерс | Ґрунт    | Їчам Заатіні                | 1–6, 6–2, 6–1      |
| Перемога  | 2–1 | Сер 1998 | Єгипет F3, Каїр         | Ф'ючерс | Ґрунт    | Талаль Ухабі                | 6–1, 6–0           |
| Поразка   | 2–2 | Лис 1998 | Туніс F2, Туніс (місто) | Ф'ючерс | Ґрунт    | Оскар Буррієса-Лопес        | 2–6, 6–2, 2–6      |
| Поразка   | 2–3 | Лют 2001 | Мексика F2, Канкун      | Ф'ючерс | Тверде   | Хосе де Армас               | 7–6(8–6), 3–6, 2–6 |
| Перемога  | 3–3 | Тра 2001 | Марокко F1, Рабат       | Ф'ючерс | Ґрунт    | Марк Жікель                 | 6–1, 3–6, 7–6(7–3) |
| Перемога  | 4–3 | Чер 2001 | Марокко F2, Марракеш    | Ф'ючерс | Ґрунт    | Роберто Альварес (тенісист) | 6–3, 6–2           |
| Поразка   | 4–4 | Чер 2003 | Марокко F3, Рабат       | Ф'ючерс | Ґрунт    | Дієґо Іппердінгер           | 2–6, 1–6           |
| Перемога  | 5–4 | Лип 2004 | Марокко F1, Рабат       | Ф'ючерс | Ґрунт    | Ян Станчик                  | 2–6, 6–4, 6–3      |
| Поразка   | 5–5 | Сер 2004 | Марокко F3, Агадір      | Ф'ючерс | Ґрунт    | Давид Гез                   | 6–7(3–7), 4–6      |
| Перемога  | 6–5 | Бер 2006 | Марокко F1, Агадір      | Ф'ючерс | Ґрунт    | Хішам Аразі                 | 6–2, 1–2 ret.      |

### Парний розряд: 4 (1–3)
| Легенда              |
| -------------------- |
| ATP Челленджер (0–0) |
| ITF Ф'ючерс (1–3)    |

| Фінали за покриттям |
| ------------------- |
| Тверде (0–0)        |
| Ґрунт (1–3)         |
| Трава (0–0)         |
| Килим (0–0)         |

| Результат | В-П | Дата     | Турнір                    | Рівень  | Покриття | Партнер          | Суперники                                | Рахунок       |
| --------- | --- | -------- | ------------------------- | ------- | -------- | ---------------- | ---------------------------------------- | ------------- |
| Поразка   | 0–1 | Кві 2001 | Алжир F1, Алжир (місто)   | Ф'ючерс | Ґрунт    | Мунір Аль Ааредж | Леонардо Аццаро Фабіо Маджі              | 2–6, 2–6      |
| Поразка   | 0–2 | Тра 2001 | Марокко F1, Рабат         | Ф'ючерс | Ґрунт    | Мунір Аль Ааредж | Хав'єр Гарсія-Сінтес Есекіль Велес-Ортіс | 1–5 ret.      |
| Перемога  | 1–2 | Чер 2001 | Франція F9, Нуазі-ле-Гран | Ф'ючерс | Ґрунт    | Ксав'є Пюжо      | Марк Жікель Антоні Моблан                | 6–4, 6–3      |
| Поразка   | 1–3 | Сер 2004 | Нідерланди F3, Енсхеде    | Ф'ючерс | Ґрунт    | Мунір Аль Ааредж | Яспер Сміт Стефан Ваутерс                | 4–6, 6–7(4–7) |